# Chackbay
Chackbay es un lugar designado por el censo ubicado en la parroquia de Lafourche en el estado estadounidense de Luisiana. En el Censo de 2010 tenía una población de 5177 habitantes y una densidad poblacional de 70,08 personas por km².

## Geografía
Chackbay se encuentra ubicado en las coordenadas 29°51′31″N 90°48′25″O / 29.85861, -90.80694. Según la Oficina del Censo de los Estados Unidos, Chackbay tiene una superficie total de 73.88 km², de la cual 73.88 km² corresponden a tierra firme y (0%) 0 km² es agua.

## Demografía
Según el censo de 2010, había 5177 personas residiendo en Chackbay. La densidad de población era de 70,08 hab./km². De los 5177 habitantes, Chackbay estaba compuesto por el 93.41% blancos, el 4.42% eran afroamericanos, el 0.83% eran amerindios, el 0.29% eran asiáticos, el 0% eran isleños del Pacífico, el 0.21% eran de otras razas y el 0.83% pertenecían a dos o más razas. Del total de la población el 1.12% eran hispanos o latinos de cualquier raza.